# Liu Jinfeng
Dans ce nom chinois, le nom de famille, Liu, précède le nom personnel.
Pour les articles homonymes, voir Liu.
Liu Jinfeng, née le 3 juillet 1977 à Dalian, est une biathlète chinoise. 

## Carrière
Elle commence sa carrière internationalement aux Championnats du monde 1995. En 1997, elle obtient un podium dans un relais en Coupe du monde avec Yu Shumei, Liu Xianying et Sun Ribo à Nagano. En 1998, elle participe aux Jeux olympiques de Nagano, prenant seulement part au relais pour une septième place.

## Palmarès

### Jeux olympiques
| Épreuve / Édition | Individuel | Sprint | Relais |
| Nagano 1998       | -          | -      | 7e     |

- - : pas de participation à l'épreuve.

### Coupe du monde
- Meilleur résultat individuel : 37e.
- 1 podium en relais : 1 troisième place.

### Championnats du monde de biathlon d'été
- Médaille de bronze de l'individuel en 1996 (cross).